# Xonacayojca
Xonacayojca är en ort i Mexiko.   Den ligger i kommunen Tehuipango och delstaten Veracruz, i den sydöstra delen av landet, 240 km öster om huvudstaden Mexico City. Xonacayojca ligger 2 509 meter över havet och antalet invånare är 562.
Terrängen runt Xonacayojca är kuperad. Runt Xonacayojca är det ganska tätbefolkat, med 134 invånare per kvadratkilometer. Närmaste större samhälle är Zongolica, 19,9 km nordost om Xonacayojca. Omgivningarna runt Xonacayojca är en mosaik av jordbruksmark och naturlig växtlighet.